# Mansa Muhammad
Mansa Muhammad, död 1312, var en afrikansk härskare. Han var Mansa, monark, i Maliriket mellan cirka 1308 och 1312.